# Gene Callahan
Eugene „Gene“ Callahan (* 7. November 1923 in Louisiana; † 26. Dezember 1990 in Baton Rouge, Louisiana) war ein US-amerikanischer Artdirector und Szenenbildner, der zweimal den Oscar für das beste Szenenbild gewann und weitere zwei Mal für diesen Oscar sowie einen BAFTA Film Award für das beste Szenenbild nominiert war.

## Leben
Callahan begann seine Tätigkeit als Artdirector und Szenenbildner in der Filmwirtschaft Hollywoods 1953 bei dem Fernsehfilm King Lear und wirkte bis zu seinem Tod an der Herstellung von fast sechzig Filmen mit.
Seinen ersten Oscar gewann er 1962 zusammen mit Harry Horner für das beste Szenenbild in dem Schwarzweißfilm Haie der Großstadt (1961) von Robert Rossen mit Paul Newman, Jackie Gleason und Piper Laurie in den Hauptrollen.
Bei der Oscarverleihung 1964 gewann er sowohl den Oscar für das beste Szenenbild in dem Schwarzweißfilm Die Unbezwingbaren (1963) von Regisseur Elia Kazan mit Stathis Giallelis, Frank Wolff und Elena Karam und war darüber hinaus mit Lyle R. Wheeler für den Oscar für das beste Szenenbild in einem Farbfilm nominiert und zwar für Der Kardinal (1963) von Otto Preminger mit Tom Tryon, Carol Lynley und Dorothy Gish als Hauptdarsteller. Für Die Unbezwingbaren hatte der griechische Maler und Bühnenbildner Vassilis Photopoulos ungefähr 75 Sets entworfen, Regisseur Kazan ließ ihn allerdings aus den Credits entfernen, so dass stattdessen nur Gene Callahan genannt wurde, der daraufhin den Oscar für das beste Setdesign allein entgegennahm.
Eine weitere Nominierung für den Oscar für das beste Szenenbild erhielt er 1977 mit Jack T. Collis und Jerry Wunderlich für Der letzte Tycoon (1976) von Elia Kazan mit Robert De Niro, Ingrid Boulting und Tony Curtis.
1979 war Callahan außerdem mit Willy Holt und Carmen Dillon für den BAFTA Film Award für das beste Szenenbild in Julia (1977) von Fred Zinnemann mit Jane Fonda, Vanessa Redgrave und Jason Robards nominiert.

## Filmografie (Auswahl)
- 1953: King Lear (Fernsehfilm)
- 1960: Telefon Butterfield 8
- 1961: Fieber im Blut
- 1962: Eines langen Tages Reise in die Nacht
- 1963: Die Unbezwingbaren
- 1964: Lilith
- 1966: Die Clique (The Group)
- 1970: The Magic Garden of Stanley Sweetheart
- 1976: Der letzte Tycoon
- 1982: Grease 2
- 1989: Magnolien aus Stahl
- 1991: Der Mann im Mond

## Auszeichnungen
- 1962: Oscar für das beste Szenenbild in einem Schwarzweißfilm
- 1964: Oscar für das beste Szenenbild in einem Schwarzweißfilm